# Experimento de Davisson-Germer

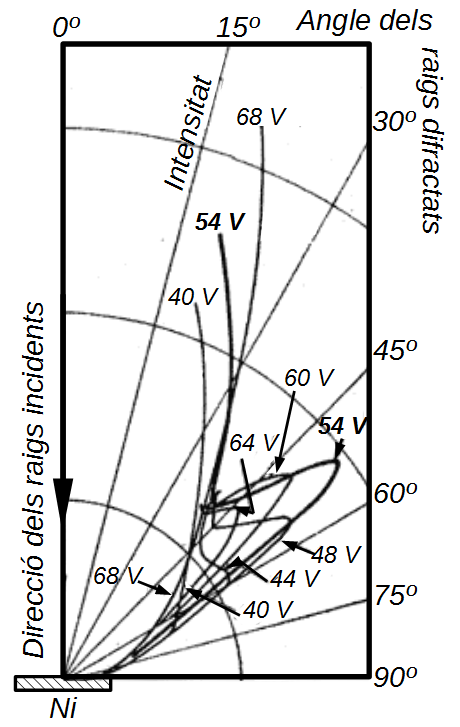
Intensidad de electrones difractados en el experimento de Davisson-Germer respecto del ángulo de difracción para diferencias de potencial de 40 V a 68 V de los electrones incidentes perpendicularmente al plano cristalográfico (111) de un monocristal de níquel

El experimento de Davisson-Germer es un importante experimento realizado en 1927 por los físicos estadounidenses Clinton Joseph Davisson (1881-1958) y Lester Halbert Germer (1896-1971) con el que demostraron que las partículas de materia presentan características de  ondas en determinadas condiciones, confirmando la hipótesis de Broglie de 1924 sobre la dualidad onda-partícula. El experimento consistió en bombardear un cristal de níquel con un haz de electrones; en la placa receptora se observó, como en el caso de los rayos X, los electrones eran  difractados por la red cristalina.

## Antecedentes
A partir de 1921 Clinton J. Davisson publicó diferentes artículos sobre la dispersión de electrones por cristales de diferentes metales (níquel, aluminio, platino y magnesio), junto con Charles Henry Kunsman. En 1925 el joven estudiante de doctorado  Walter Maurice Elsässer, de la Universidad de Gotinga, comentó que la naturaleza ondulatoria de la materia podía ser investigada mediante experimentos de dispersión de electrones en sólidos cristalinos, al igual que la naturaleza de onda de los rayos X había confirmado a través de experimentos de dispersión de rayos X en los sólidos cristalinos, como los realizados por Davisson y Kunsman. Elsässer se basó en la tesis doctoral de 1924 del físico francés Louis-Victor de Broglie, en la que formuló la hipótesis revolucionaria que toda la materia, tales como electrones, átomos o moléculas, presenta características tanto corpusculares como ondulatorias y determinó la longitud de onda asociada a una partícula:
.

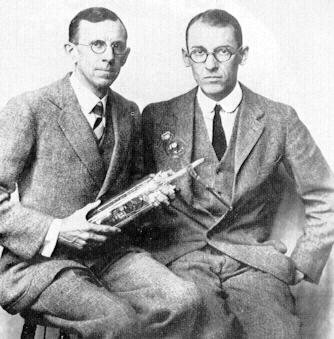
Clinton Joseph Davisson (izquierda) y Lester Halbert Germer (derecha) en 1927 con el aparato usado en sus investigaciones

donde λ es la longitud de la onda asociada a la partícula de masa m que se mueve a una velocidad v, y h es la constante de Planck. El producto {\displaystyle mv} es también el módulo del vector {\displaystyle {\vec {p}}}, o cantidad de movimiento   de la partícula.
En 1925 Clinton J. Davisson y Lester H. Germer trabajaban en los Laboratorios Bell de Nueva York, pertenecientes a la compañía de telecomunicaciones estadounidense American Telephone and Telegraph (AT&T), investigando la reflexión de electrones por los metales. Tuvieron un accidente con una lámpara que contenía un trozo de níquel policristalino dentro del vacío cuando cayó sobre la lámpara un frasco con aire líquido y rompió la lámpara, quedando el níquel, que estaba caliente, expuesto al oxígeno del aire líquido que lo oxidó. Para reducir el óxido de níquel formado, y transformarlo de nuevo en níquel, lo calentaron suavemente en una corriente de hidrógeno. Esto provocó la transformación del cristal policristalino en monocristalino en diferentes zonas y, cuando repitieron el experimento, observaron que no se daban los mismos resultados que antes. Este descubrimiento hizo cambiar la investigación empleando muestras de níquel monocristalino.
La sugerencia de Elsässer fue comunicada por Max Born a los físicos reunidos en Oxford en un congreso de la Asociación Británica para el Avance de la Ciencia en el verano de 1926, al que asistió Clinton J . Davisson. Gracias a este congreso, Davisson descubrió la importancia y el significado de su descubrimiento y lo comentó con  Owen W . Richardson, Max Born y James Franck, los cuales también le hablaron de la nueva mecánica ondulatoria que acababa de publicar el físico Erwin Schrödinger. Con esta nueva información partió hacia Nueva York con el objetivo de demostrar la naturaleza corpuscular de los electrones.

## Experimento

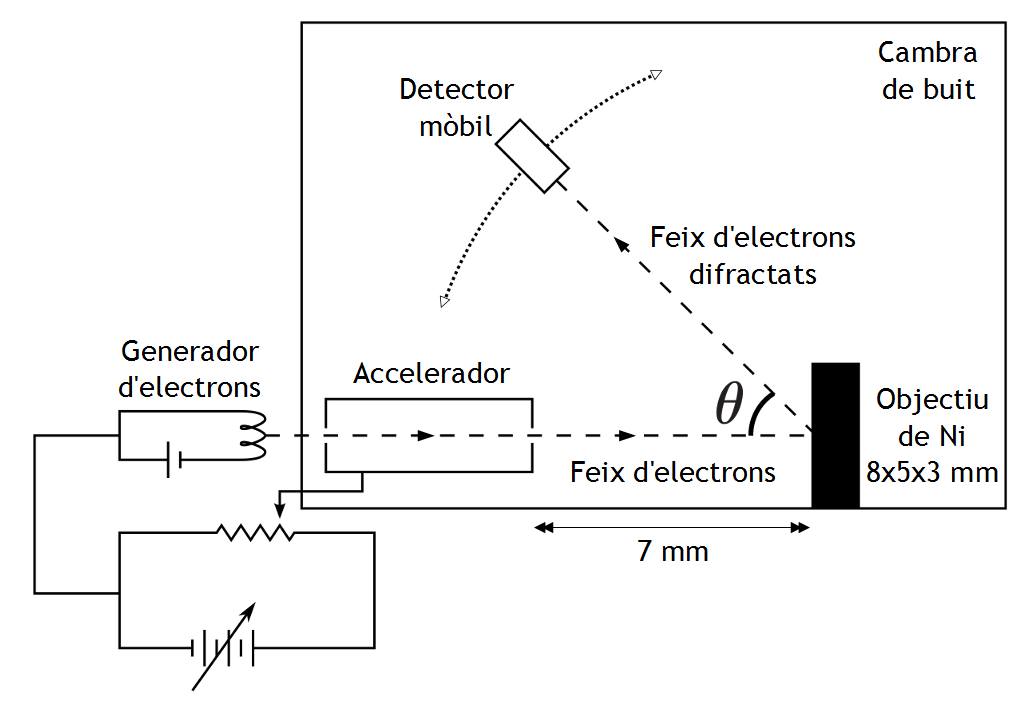
Esquema del aparato utilizado por Davisson y Germer en 1927

### Aparato
El aparato empleado por Davisson y Germer constaba de un cañón de electrones que se generaban por efecto termoiónico en una cinta de tungsteno calentada por el efecto Joule. Una vez emitidos, los electrones pasaban a una pequeña cámara donde estaban acelerados mediante una diferencia de potencial de decenas de voltios (entre 15 V y 350 V). El haz acelerado, de 1 mm de diámetro, se dirigía hacia un monocristal de níquel situado a 7 mm de la salida de los electrones, que impactaban verticalmente. El objetivo era un monocristal de níquel de 8 mm × 5 mm × 3 mm, que podía girar sobre el eje de incidencia del haz de electrones. El níquel tiene una estructura cristalina de tipo cúbica centrada en la cara. La cara que recibía el haz de electrones de forma perpendicular era paralela al plano cristalográfico definido por el índice de Miller (111).
Los electrones eran difractados por níquel y salían con un cierto ángulo que podía ser determinado mediante un detector, constituido por una doble jaula de Faraday y un galvanómetro que podía rotar entre 20 ° y 90 ° respecto de la dirección del haz incidente, al tiempo que medía la intensidad del haz de electrones. Ambos haces se movían en una cámara donde se había hecho el vacío a una presión entre 2·10-6 mm Hg y 3·10-6 mm Hg.

### Observaciones

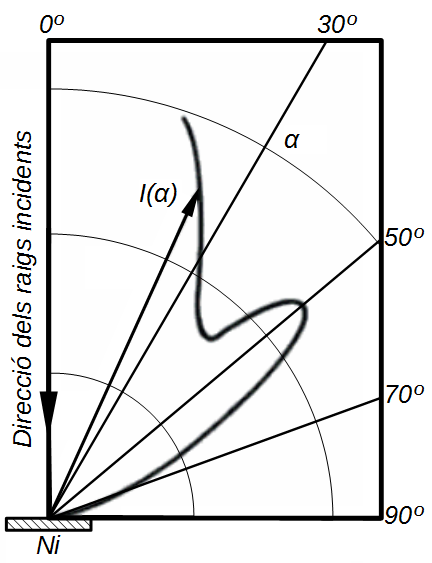
Intensidad de los electrones difractados para un voltaje de 54 V y lanzados perpendicularmente contra el plan cristalográfico (111) respecto del ángulo de difracción (coordenadas polares).

Davisson y Germer observaron que cuando hacían incidir los electrones acelerados sobre la superficie de níquel se producían máximos de intensidad que no se podían explicar considerando el electrón como una partícula que choca contra una superficie llena de átomos de níquel esféricos, los cuales deberían de dispersar los electrones en todas direcciones. La máxima intensidad se alcanzaba acelerando los electrones con una diferencia de potencial de {\displaystyle \triangle V=54V} contra el cristal de níquel orientado con capas de átomos perpendiculares a la dirección de incidencia. En este caso concreto se producía una difracción por reflexión de los electrones con un máximo de intensidad a {\displaystyle \alpha =50^{\circ }} de la dirección de incidencia.

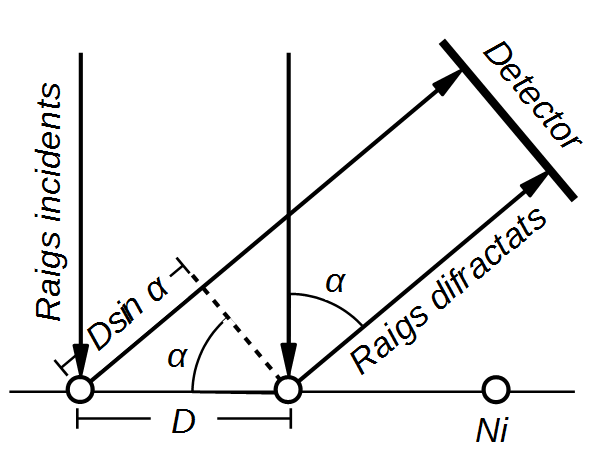
Esquema de la difracción de electrones en la superficie de un cristal de Ni

Sin embargo el fenómeno observado era similar a la difracción de rayos X sobre una superficie cristalina descubierta en 1912 por el físico alemán Max von Laue con sus colaboradores Paul Knipping y Walter Friedrich, lo que le permitió determinar la naturaleza ondulatoria de los rayos X, considerados hasta ese momento como haces de partículas de alta energía. La difracción de los rayos X fue estudiada en 1913 por William Lawrence Bragg y William Henry Bragg, los cuales pudieran relacionar los máximos de intensidad con las distancias entre las capas de átomos de un cristal.
La difracción de rayos X se produce porque esta radiación electromagnética tiene longitudes de onda muy corta, entre 10 nm y 100 pm, comparables a las distancias interatómicas los cristales (en el níquel esta es {\displaystyle D=215\;pm}).En este caso se produce una dispersión de una manera especular, por reflexión, por los átomos del cristal, y los diferentes rayos difractados interfieren con interferencias constructivas y destructivas. Las primeras refuerzan la intensidad del haz y las segundas lo anulan.
En el experimento de Davisson y Germer se recogen los datos de la interferencia constructiva. La condición de interferencia constructiva para átomos adyacentes, la que produce un máximo de intensidad, es aquella que cumple que la diferencia de caminos, esto es {\displaystyle D\cdot \sin \,\alpha }, de dos rayos difractados es igual a la longitud de onda, {\displaystyle \lambda }, cuando se difractan rayos X. Aplicando la misma condición se puede calcular la longitud de onda de los electrones difractados:

### Longitud de onda de los electrones según De Broglie

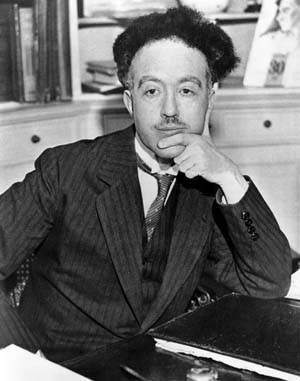
Louis-Victor-Pierre-Raymond de Broglie (1892-1987)

La fórmula que dio De Broglie para la longitud de onda de una partícula de masa {\displaystyle m} que se mueve a una velocidad {\displaystyle v} és:
donde {\displaystyle h} es la constante de Planck que vale {\displaystyle 6,626\cdot 10^{-34}J\cdot s}.
La velocitad {\displaystyle v} de un electrón de carga {\displaystyle e} y masa {\displaystyle m},acelerado por una diferencia de potencial{\displaystyle \triangle V} se puede deducir con velocidades reducidas, es decir, sin considerar efectos relativistas, a partir de igualar el trabajo eléctrico{\displaystyle W_{AB}=-e\cdot \triangle V} y la variación de energía cinética entre el inicio y el final, {\displaystyle \triangle K_{AB}=K_{B}-K_{A}}. Como los electrones se aceleran desde el reposo es{\displaystyle v_{A}=0} y tenemos:
Igualando esta expresión en el trabajo eléctrico queda:
Como la carga del electrón es negativa podemos escribir finalmente que:
La longitud de onda de De Broglie será:
Si se sustituye por los valores{\displaystyle h=6,626\cdot 10^{-34}J\cdot s}; {\displaystyle m=9,1\cdot 10^{-31}kg}; {\displaystyle e=1,602\cdot 10^{-19}C}; {\displaystyle \triangle V=54V};
queda:
Este valor coincide, dentro de los márgenes experimentales, con el valor obtenido por Davisson y Germer, lo que confirma la hipótesis de De Broglie. Como también lo confirman los datos obtenidos con experimentos con otros voltajes y con haces de electrones que incidían sobre superficies diferentes del cristal.

### Difracción por planos cristalográficos internos
La difracción de los electrones, de la misma manera que los rayos X, se produce en ciertas direcciones preferentes que implican la participación de varias capas de planos paralelos de átomos de níquel dentro del cristal, ya que por su pequeña longitud de onda los rayos X tienen la capacidad de penetrar. Se cumple la  fórmula de Bragg:
con:

Esquema de la difracción de electrones en el experimento de Davisson-Germer. El haz incidente impacto perpendicularmente a la superficie del Ni y llega a un plano cristalográfico con un ángulo respecto de la normal (línea discontinua) y respecto del plano. El haz reflejado también lo hace con un ángulo igual respecto de la normal y respecto del plano. El ángulo medido es.

- {\displaystyle d} = distancia entre dos planos cristalográficos;
- {\displaystyle \theta } =ángulo de difracción, ángulo entre el haz incidente y la dirección cristalográfica o el plan del cristal que produce la difracción;
- {\displaystyle n} = orden de difracción (1, 2, 3,...);
- {\displaystyle \lambda } = longitud de onda de los electrones.

En la experiencia de Davisson y Germer sobre un monocristal de níquel el haz de electrones penetran dentro del cristal y se reflejan en diferentes planos paralelos separados una distancia {\displaystyle d=91\,pm} y con un ángulo de difracción {\displaystyle \theta =65^{\circ }}. Aplicando la fórmula de Bragg al máximo de primer orden {\displaystyle n=1} resulta:
Se puede relacionar la distancia interatómica en la superficie del cristal, {\displaystyle D}, con la separación entre planos cristalográficos, {\displaystyle d}, y el ángulo {\displaystyle \alpha } entre el haz de rayos incidentes y el haz de rayos difractados. La mitad de este ángulo es igual al ángulo que forma la superficie del cristal y la dirección de los planos cristalográficos, ya que la reflexión del haz de electrones cumple la ley de la reflexión (rayo incidente y rayo reflejado forman el mismo ángulo con la normal a la superficie de reflexión). Así pues, el ángulo entre el haz incidente y la normal es {\displaystyle \alpha /2}, y estas dos direcciones son perpendiculares a la superficie del cristal y el plano cristalográfico respectivamente, por lo tanto éstas forman el mismo ángulo {\displaystyle \alpha /2}. La relación resulta ser:
El ángulo entre el haz incidente y el plano cristalográfico, {\displaystyle \theta }, es igual a {\displaystyle {\tfrac {\pi }{2}}-{\tfrac {\alpha }{2}}}.  Y la fórmula de Bragg se puede poner en función de este nuevo ángulo{\displaystyle \alpha /2} y simplificar usando la identidad trigonométrica {\displaystyle \sin \left({\tfrac {\pi }{2}}-\beta \right)=\cos \beta }:
Si se sustituye {\displaystyle d}:
o, empleando la identidad trigonométrica del ángulo doble {\displaystyle 2\cdot \sin \beta \cdot \cos \beta =\sin 2\beta }:
que es la ecuación empleada para demostración en el caso de reflexión en la superficie.

## Repercusiones

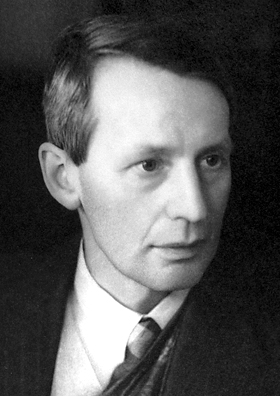
George Paget Thomson

Al mismo tiempo que Davisson y Germer realizaban sus experimentos en Inglaterra George Paget Thomson, hijo de Joseph John Thomson que había descubierto el electrón, realizó experimentos similares lanzando rayos catódicos contra finas hojas de diferentes materiales, como celuloide, oro o platino, y fotografió en una pantalla detrás de la hoja una serie de anillos concéntricos semejantes a los producidos por la difracción de las ondas. La explicación era que los rayos catódicos, formados por electrones, tenían un comportamiento ondulatorio como había predicho Louis-Victor de Broglie en 1924.
Las pruebas aportadas sobre la naturaleza ondulatoria de los electrones fueron tan convincentes que en 1929, sólo dos años después de la publicación de los artículos, Louis-Victor de Broglie fue galardonado con el Premio Nobel de Física por haber descubierto la naturaleza ondulatoria de los electrones. En 1933 Erwin Schrödinger consiguió el premio Nobel de Física por el desarrollo de la  mecánica cuántica ondulatoria, y en 1937 Clinton Joseph Davisson y George Paget Thomson también fueron galardonados con el premio Nobel de Física por sus descubrimientos, realizados de forma independiente, de difracción de electrones en los cristales.
Por otro lado el experimento de Davisson-Germer derivó en la técnica analítica llamada difracción de electrones de baja energía, la cual se emplea para el estudio de las superficies de los cristales y de los procesos que tienen lugar en ellas. Los electrones empleados tienen energías entre los 10 eV y 200 eV, que corresponden a longitudes de onda entre 100 pm y 400 pm. De esta manera es posible estudiar sólo las superficies, ya que estos electrones sólo son difractados por los átomos de la superficie, o por los más cercanos a ella.